# Pidkamin
Pidkamin (ukrainisch Підкамінь; russisch Подкамень Podkamen, polnisch Podkamień) ist eine Siedlung städtischen Typs im Rajon Brody der Oblast Lwiw im Westen der Ukraine.

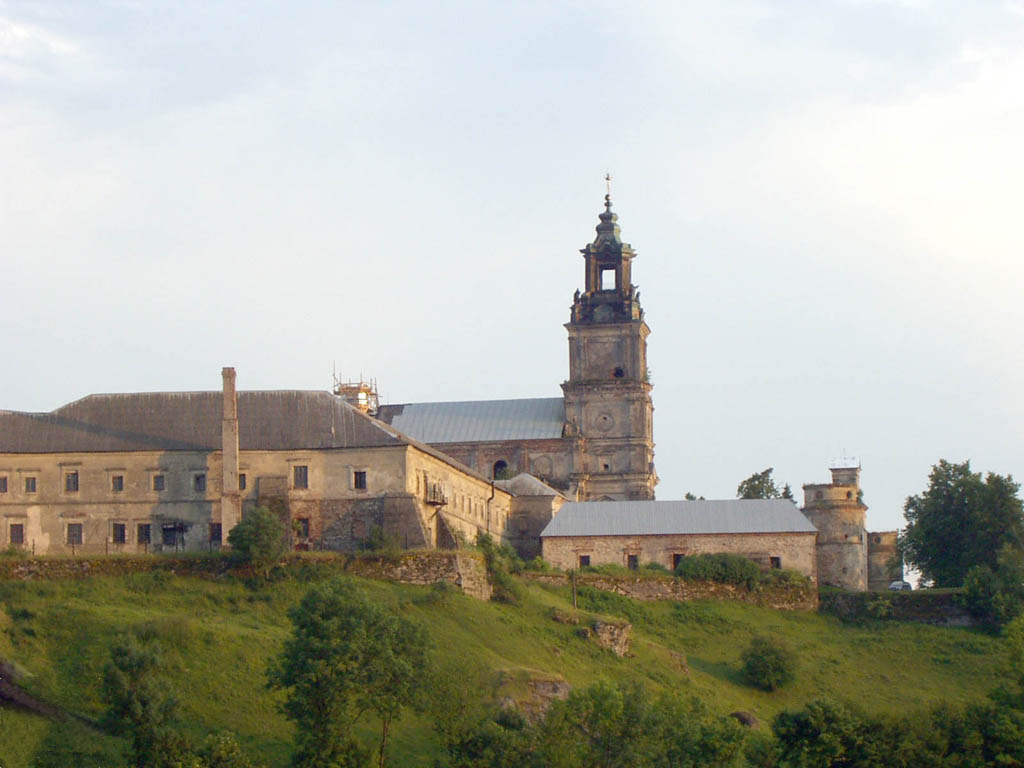
Blick auf das Klostergebäude im Ort

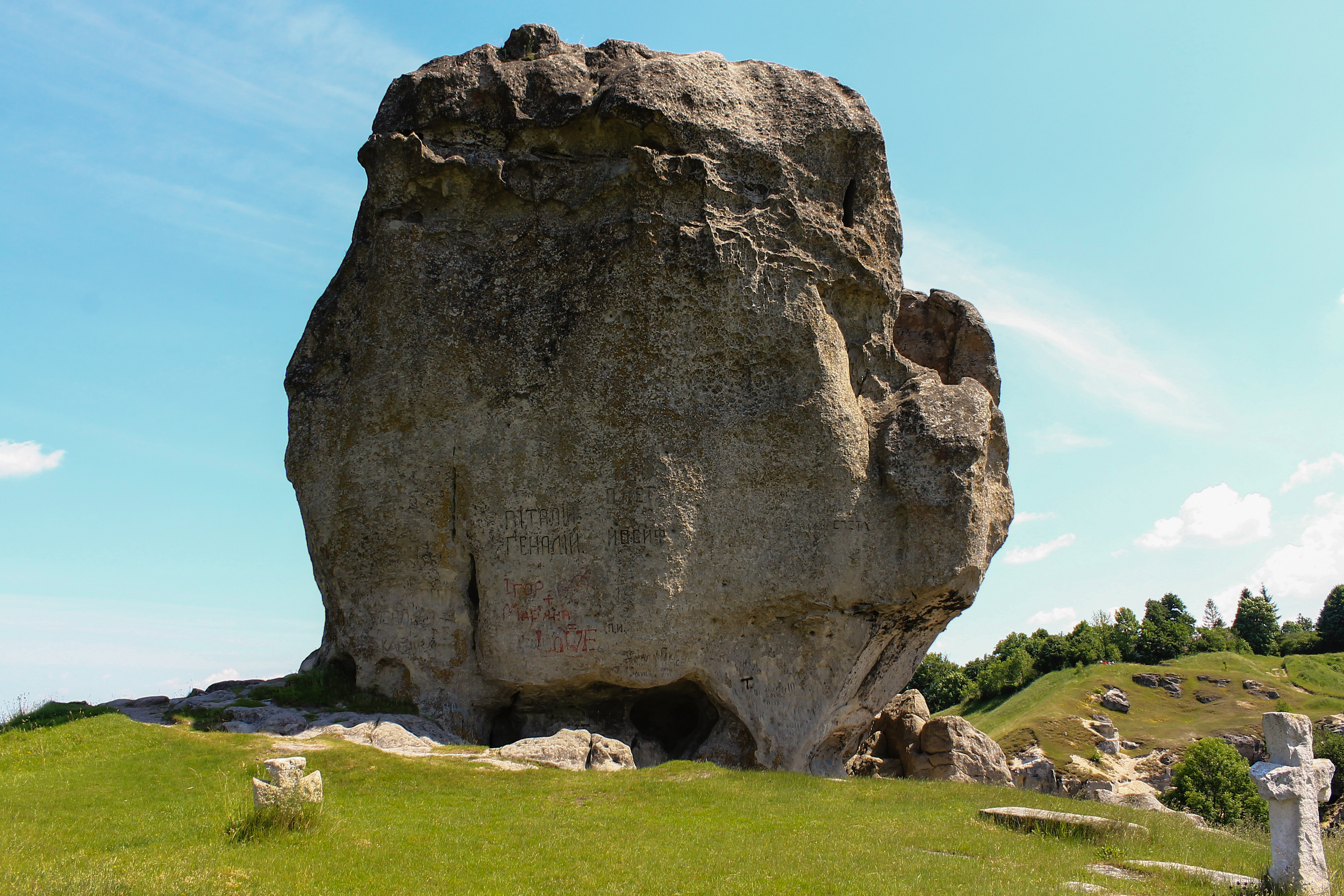
Namensgebender Stein (Камінь)

Die Siedlung ist etwa 125 Kilometer östlich von Lwiw und etwa 25 Kilometer südöstlich der ehemaligen Rajonshauptstadt Brody südlich des Flüsschens Ikwa gelegen.

## Geschichte
Der Ort wurde 1441 zum ersten Mal schriftlich erwähnt und lag zunächst in der Adelsrepublik Polen-Litauen in der Woiwodschaft Ruthenien, kam 1772 als Podkamień zum österreichischen Galizien (ab 1867 im Bezirk Brody) und war ab 1911 der Sitz eines Bezirksgerichtes. Von 1918 bis 1939 war er ein Teil der Polnischen Republik (im Powiat Brody, Woiwodschaft Tarnopol), nach dem Ende des Zweiten Weltkrieges fiel der Ort an die Sowjetunion, seit 1991 ist er Teil der heutigen Ukraine. 1940/1944  erhielt das nunmehr Podkamen/Pidkamin genannte Dorf den Status einer Siedlung städtischen Typs, bis 1959 war es auch das Rajonszentrum des gleichnamigen Rajons Pidkamin.
Die Geschichte des Ortes ist eng verbunden mit dem Dominikanerkloster, welches auf dem im Ortsgebiet liegenden Inselberg errichtet wurde. Durch die Josephinischen Reformen verlor das Kloster stark an Bedeutung, 1915 wurde es durch russischen Artilleriebeschuss im Verlauf des Ersten Weltkrieges stark beschädigt.
Während des Zweiten Weltkrieges kam es am 12. März 1944 zum Massaker von Pidkamin, verübt durch Einheiten der Ukrainischen Aufständischen Armee in Zusammenarbeit mit der 14. galizischen SS-Freiwilligen-Division.

## Verwaltungsgliederung
Am 12. Juni 2020 wurde die Siedlung städtischen Typs zum Zentrum der neu gegründeten Siedlungsgemeinde Pidkamin (Підкамінська селищна громада/Pidkaminska selyschtschna hromada). Zu dieser zählen auch die 32 in der untenstehenden Tabelle aufgelistetenen Dörfer; bis dahin bildet sie zusammen mit den Dörfern Pankiwzi, Strychaljuky und Jabluniwka die Siedlungsratsgemeinde Pidkamin (Підкамінська селищна рада/Pidkaminska selyschtschna rada) im Rajon Brody.
Folgende Orte sind neben dem Hauptort Pidkamin Teil der Gemeinde:
| Name                     | Name        | Name                      | Name         |
| ukrainisch transkribiert | ukrainisch  | russisch                  | polnisch     |
| ------------------------ | ----------- | ------------------------- | ------------ |
| Batkiw                   | Батьків     | Батьков (Batkow)          | Batków       |
| Dudyn                    | Дудин       | Дудин (Dudin)             | Dudyń        |
| Holubyzja                | Голубиця    | Голубица (Golubiza)       | Hołubica     |
| Horbaniwka               | Горбанівка  | Горбановка (Gorbanowka)   | Czeremcha    |
| Jabluniwka               | Яблунівка   | Яблоновка (Jablonowka)    | -            |
| Jasnyschtsche            | Яснище      | Яснище (Jasnischtsche)    | Jaśniszcze   |
| Kutyschtsche             | Кутище      | Кутище (Kutischtsche)     | Kutyszcze    |
| Litowyschtsche           | Літовище    | Литовище (Litowischtsche) | Litowisko    |
| Lukaschi                 | Лукаші      | Лукаши                    | Łukasze      |
| Lukawez                  | Лукавець    | Лукавец                   | Łukawiec     |
| Malynyschtsche           | Малинище    | Малинище (Malinischtsche) | Maleniska    |
| Markopil                 | Маркопіль   | Маркополь (Markopol)      | Markopol     |
| Meschyhory               | Межигори    | Межигоры (Meschigory)     | Międzygóry   |
| Mykyty                   | Микити      | Микиты (Mikity)           | Mikciuki     |
| Nakwascha                | Накваша     | Накваша                   | Nakwasza     |
| Nemjatsch                | Нем'яч      | Немяч                     | Niemiacz     |
| Orychiwtschyk            | Орихівчик   | Ореховчик (Werbowtschyk)  | Orzechowczyk |
| Palykorowy               | Паликорови  | Паликоровы (Palikorowy)   | Palikrowy    |
| Pankiwzi                 | Паньківці   | Паньковцы (Pankowzy)      | Pańkowce     |
| Penjaky                  | Пеняки      | Пеняки (Penjaki)          | Pieniaki     |
| Popiwzi                  | Попівці     | Поповцы (Popowzy)         | Popowce      |
| Salissja                 | Залісся     | Залесье (Salessje)        | Zalesie      |
| Scharkiw                 | Жарків      | Жарков (Scharkow)         | Żarków       |
| Schpaky                  | Шпаки       | Шпаки (Schpaki)           | Szpaki       |
| Schyschkiwzi             | Шишківці    | Шишковцы (Schischkowzy)   | Szyszkowce   |
| Strychaljuky             | Стрихалюки  | Стрихалюки (Strichaljuki) | -            |
| Styboriwka               | Стиборівка  | Стыборовка (Styborowka)   | Styberówka   |
| Swyschen                 | Звижень     | Звыжень                   | Zwyżyń       |
| Tetylkiwzi               | Тетильківці | Тетильковцы (Tetilkowzy)  | Tetylkowce   |
| Tschepeli                | Чепелі      | Чепели                    | Czepiele     |
| Tschernyzja              | Черниця     | Черниця (Tscherniza)      | Czernica     |
| Werbiwtschyk             | Вербівчик   | Вербовчик (Werbowtschyk)  | Wierzbowczyk |

## Persönlichkeiten
- Sadok Barącz (1814–1892), Prior des Klosters in Pidkamin
- Stefan Aleksander Potocki (1651/1652–1726/1727), Magnat, Mäzen, wurde hier begraben